# Apraea
Apraea là một chi bọ cánh cứng trong họ Chrysomelidae.
Chi này được Baly miêu tả khoa học năm 1877.

## Các loài
Các loài trong chi này gồm:
- Apraea metallica Medvedev, 2004
- Apraea oculata Medvedev, 2004